# Hvozdná
Hvozdná je obec v okrese Zlín ve Zlínském kraji. Leží dvanáct kilometrů severovýchodně od Zlína. Obec se rozkládá na cca 728 ha. Nejvyšším místem v obci je vrch Osmek, který se nachází ve výšce kolem 340 m n. m. Ve Hvozdné žije přibližně 1 300 obyvatel.

## Název
Původ názvu označuje obec, ležící v pestroterénním hvozdu, obklopenou lesy.

## Historie
První zmínky o obci pocházejí z roku 1446, kdy je obec poprvé jmenována v darovací listině pana Alberta ze Šternberka. Některé údaje připouštějí i možné osídlení kolem roku 1425.[zdroj?]
V roce 2010 zvítězila Hvozdná v 16. ročníku soutěže Vesnice roku Zlínského kraje.

## Obyvatelstvo
| Rok            | 1869 | 1880 | 1890 | 1900 | 1910 | 1921 | 1930 | 1950  | 1961  | 1970  | 1980  | 1991 | 2001 | 2011  | 2021  |
| -------------- | ---- | ---- | ---- | ---- | ---- | ---- | ---- | ----- | ----- | ----- | ----- | ---- | ---- | ----- | ----- |
| Počet obyvatel | 671  | 779  | 767  | 800  | 864  | 857  | 931  | 1 055 | 1 182 | 1 108 | 1 024 | 946  | 988  | 1 187 | 1 299 |
| Počet domů     | 103  | 120  | 128  | 140  | 135  | 145  | 156  | 209   | 223   | 244   | 274   | 306  | 313  | 363   | 414   |

## Obecní správa

### Obecní symboly
Znak a vlajka byly obci uděleny rozhodnutím předsedy Poslanecké sněmovny Parlamentu České republiky dne 27. března 2000.

## Pamětihodnosti
- Kostel Všech svatých

## Galerie

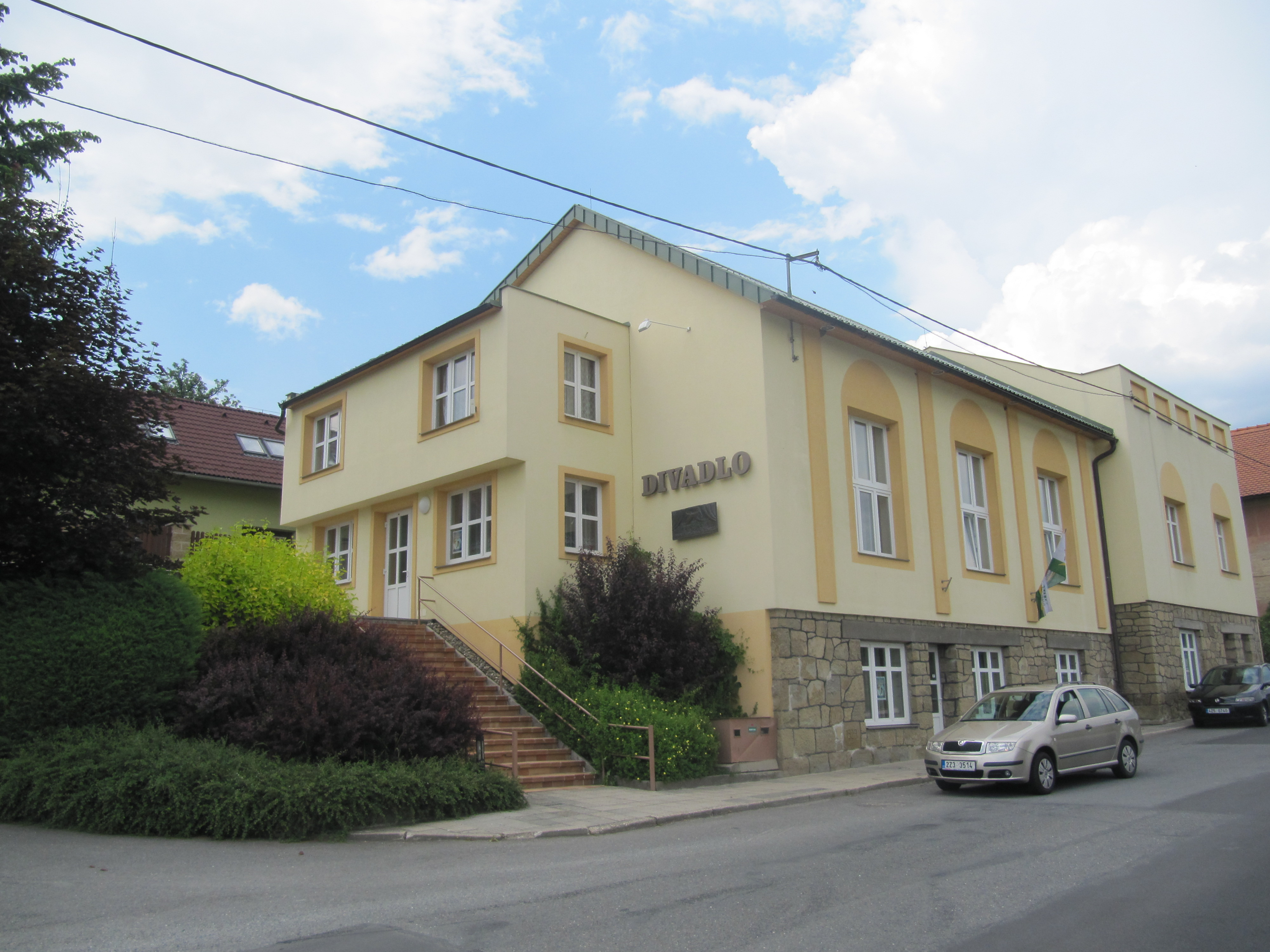
Divadlo
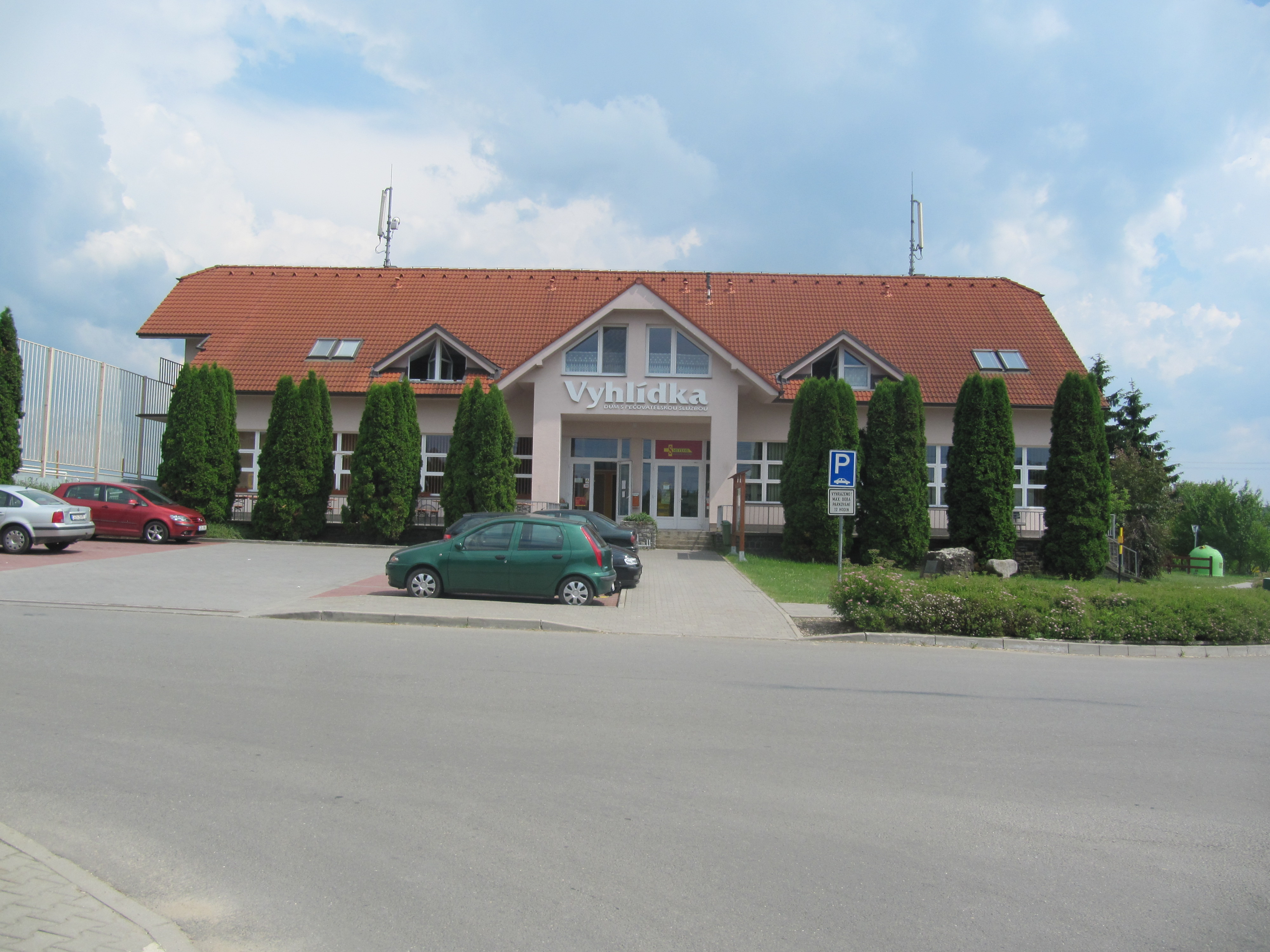
Dům s pečovatelskou službou.
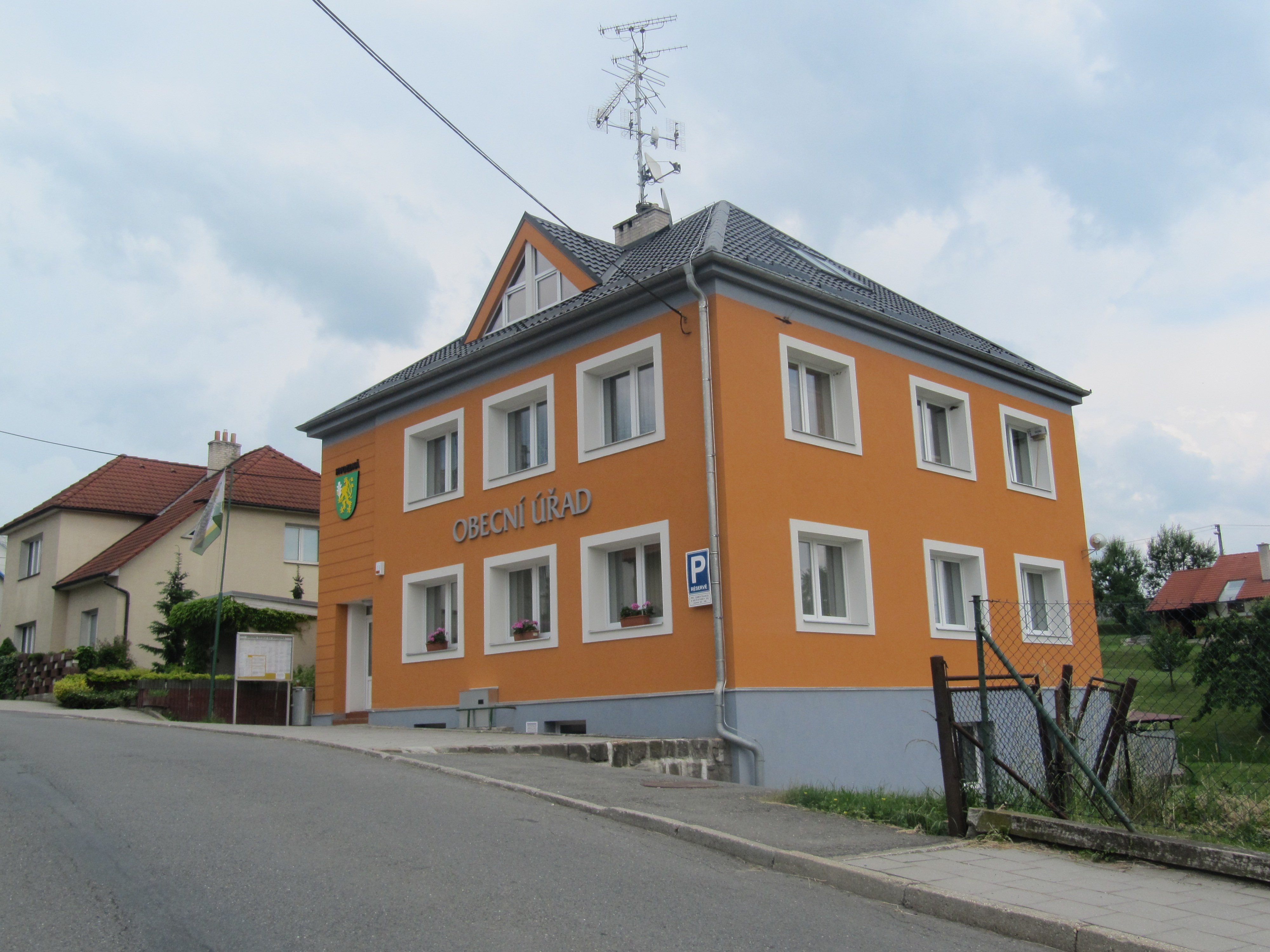
Obecní úřad